# Le vicomte règle ses comptes
Pour plus de détails, voir Fiche technique et Distribution.
Le vicomte règle ses comptes est un film franco-italo-espagnol réalisé par Maurice Cloche, sorti le 5 avril 1967.

## Synopsis
Inspecteur d'une importante compagnie d'assurances, Clint de La Roche, dit « le vicomte », passe d'agréables vacances sur le littoral espagnol en compagnie de quelques jolies filles et de son assistant, Billette, lorsqu'il est rappelé d'urgence à Paris pour enquêter sur un vol commis dans une banque. Le directeur de l'établissement s'est fait dérober la clé qui commande le système de sécurité par une certaine Tania. Mais celle-ci trouve la mort dans un attentat à la voiture piégée. Clint ne tarde pas malgré tout à découvrir que derrière cette affaire se cache une rivalité entre les bandes de Rico Barone et Marco Demoygne, qui luttent pour contrôler le marché de la drogue.

## Fiche technique
- Titre : Le vicomte règle ses comptes
- Réalisation : Maurice Cloche, assisté de Fabien Collin
- Scénario : Georges Farrel et Luis Marquina d'après Bonne Mesure de Jean Bruce
- Musique : Georges Garvarentz
- Image : Henri Raichi, Giuseppe Alberti
- Son : Jean Bertrand
- Production : (Paris), Franca Film (Rome), Producciones Dia (Madrid)
- Pays d'origine :  France,  Italie,  Espagne
- Format :
- Genre : Espionnage
- Durée : 90 minutes
- Date de sortie : le 5 avril 1967
- Affiche : Jean Mascii (France)

## Distribution
- Kerwin Mathews : Clint de La Roche, dit 'Le vicomte'
- Sylvia Sorrente : Lili Dumont
- Jean Yanne : Billette
- Fernando Rey : Marco Demoygne
- Folco Lulli : Rico Barone
- Yvette Lebon : Claudia
- Alain Saury : Vincento
- Maria Latour : Tania
- Franco Fabrizi : Ramon
- Armand Mestral : Le commissaire Perroux
- Pierre Massimi : Louis
- Luis Dávila : Steve Heller

## Autour du film
- Même si le héros n'en porte pas le nom, on retrouve ici la patte des films consacré à Hubert Bonisseur de La Bath, alias OSS 117 : le roman est de Jean Bruce et le héros est incarné par Kerwin Mathews, qui avait interprété à deux reprises le rôle d'OSS 117.

La chanson titre, est interprétée par Dick Rivers.
Une scène se déroule au Crazy Horse Saloon.